# Aphanogmus elegantulus
Aphanogmus elegantulus är en stekelart som beskrevs av W. Foerster 1861. Aphanogmus elegantulus ingår i släktet Aphanogmus och familjen pysslingsteklar. Arten är reproducerande i Sverige. Inga underarter finns listade i Catalogue of Life.